# Valiant Hearts: The Great War
Valiant Hearts: The Great War (tạm dịch: Trái Tim Quả Cảm: Cuộc Đại Chiến) là một trò chơi giải đố, phiêu lưu được phát triển bởi Ubisoft Montpellier và được phát hành bởi Ubisoft. Trò chơi được lấy cảm hứng từ những bức thư ở Thế Chiến thứ nhất và có 4 nhân vật trong trò chơi cố gắng giúp một thanh niên người Đức tìm lại tình yêu của mình với sự sống còn, sự hi sinh và tình bạn.
Trò chơi được sử dụng công nghệ UbiArt Framework. Nó được phát hành trên Microsoft Windows, PlayStation 3, PlayStation 4, Xbox 360, và Xbox One và tháng 6 năm 2014, cùng với phiên bản Android và iOS. Hiện tại, game đã có phần 2 tên: Valiant Hearts: Coming Home.

## Giới thiệu nhân vật
- Emile Chaillon: Môt người đàn ông Pháp 48 tuổi, bị gọi đi lính theo lệnh của cấp trên dù đã lớn tuổi.
- Freddie: Môt người đàn ông Mỹ gốc Phi, đã tình nguyện tham gia quân đội Pháp sau khi vợ ông bị giết bởi bom của quân Đức.
- Karl: Con rể Emile. Anh là môt thanh niên người Đức 18 tuổi, sống tại nông trại của bố vợ cùng người vợ là Marie và môt đứa con tên Victor. Anh đã bị trục xuất khỏi Pháp và trở thành phi công lái Zeppelin cho thống chế Baron von Dorf.
- Anna: Một sinh viên người Bỉ, đang sống tại Paris và học ngành y.
Ngoài ra, còn một số nhân vật khác như:
- Marie Chaillon: Con gái của Emile và là vợ của Karl. Cô 17 tuổi khi trò chơi bắt đầu.
- Victor: Con của Karl và Marie. Lúc trò chơi bắt đầu, cậu bé chỉ mới 1 tuổi.
- Bố Anna: Một nhà khoa học, đã bị thống chế Baron von Dorf bắt cóc để phục vụ cho chiến tranh.
- Baron von Dorf: Thống chế Lục quân Đế quốc Đức. Ông được lấy ý tưởng từ thống chế August von Mackensen và là nhân vật phản diện chính của game.

## Cách chơi
Trò chơi gồm bốn chương được chia thành nhiều phần, yêu cầu người chơi hoàn thành các mục tiêu để hiểu được cốt truyện, hầu hết là việc giải đố bằng cách thu thập các vật dụng tùy theo ngữ cảnh. Các màn chơi khác bao gồm những cảnh chiến tranh đòi hỏi người chơi phải sống sót với súng đạn, chạy trốn, và các đoạn rượt đuổi theo nhịp điệu. Mỗi nhân vật đều có thể tương tác với các dụng cụ trong trò chơi, bằng cách dùng các vật dụng dể hạ gục tên lính hoặc đánh lạc hướng. Ngoài ra, mỗi nhân vật đều có đặc điểm khác nhau, Emile có cái xẻng dùng để đào đất, Freddie mang theo chiếc kìm để cắt dây thép gai, và Anna có thể điều trị những người lính bị thương.
Thêm nữa, người chơi còn có thể ra lệnh cho con chó tên Walt, nó có thể chui qua những cái lỗ nhỏ, cầm được đồ vật, gạt công tắc, và có thể di chuyển xung quanh mà không làm người khác nghi ngờ. Trò chơi còn có các vật dụng ẩn trong các phần và lịch sử của các vật dụng đó trong chiến tranh. Nếu người chơi không biết giải đố hoặc mắc kẹt quá lâu thì hệ thống sẽ đưa ra những gợi ý.

## Cốt truyện
Câu chuyện bắt đầu vào năm 1914. sau khi hoàng tử Franz Ferdinand của Đế quốc Áo-Hung bị ám sát, Đế quốc Đức tuyên chiến với Nga. Để bảo vệ đồng minh. Pháp ráo riết chuẩn bị lực lượng cho cuộc chiến sắp tới. Một vài giờ sau khi công bố lệnh tổng động viên, Pháp bắt đầu trục xuất tất cả công dân Đức ra khỏi nước Pháp. Karl là một trong số đó, bị buộc phải chia lìa khỏi vợ anh, Marie và đứa con trai Victor mới chào đời không lâu. Vài ngày sau đó, chiến tranh kéo theo rất nhiều người, trong đó có Emile - cha của Marie và bố vợ của Karl Emile. Ông tự nguyện lên đường nhập ngũ và để lại trang trại nơi quê nhà mình để đến doanh trại Saint Mihiel.
Sau khi hoàn thành khóa đào tạo ở doanh trại, Emile đi tìm lại trung đoàn của mình tại nhà ga Paris ở sân 21, nơi đây ông gặp một người Mỹ gốc Phi tên là Freddie, mà sau này sẽ sát cánh chiến đấu cùng ông. Trung đoàn của Emile được điều đi chống lại sư đoàn 71 của Đức do Baron Von Doft chỉ huy trong trận chiến Frontiers, trung đoàn của Emile bị xóa xổ và ông bị bắt và buộc phải nấu ăn cho người Đức. Khi đó ông gặp lại người con trai, Karl đang phục vụ cho Von Dorf như là một người lính của ông ta và anh nhận ra Emile. Nhưng không lâu sau đó thì pháo binh quân Anh đã dội hàng trăm quả phi pháo vào trại của Von Dorf và Karl buộc phải chạy trốn bỏ mặc lại Emile bị vùi dập bởi đống đổ nát. May cho ông, một con chó Doberman Pinscher (Walt) của quân đội Đức đã kịp thời giải cứu, ông đã trốn thoát ra khỏi trại và gặp lại Freddie - sau này ta biết ông tình nguyện gia nhập quân đội Pháp sau khi vợ ông bị giết trong một đợt mưa bom của Đức do Von Dorf dẫn đầu.
Họ đã gặp Anna, một cô sinh viên thú y người Bỉ sống tại Paris, cô theo đuổi sự nghiệp y học và muốn cứu mọi người không quan trọng họ ở phe nào. Cô theo dõi Von Dorf từ rất lâu vì hắn đã bắt cóc cha cô và buộc ông phải phát minh ra những cỗ máy chiến tranh tiên tiến phục vụ cho quân Đức. Cả ba người cùng đuổi theo Von Dorf nhưng chiếc xe taxi của Anna đang chở Emile, Freddie và chú chó Walt bị trúng một quả đạn pháo khiến Freddie bị thương. Hắn đã trốn thoát cùng cha của Anna và Emile cố gắng tìm thuốc chữa cho Freddie. Cuộc hành trình của họ lại tiếp tục đuổi theo Von Dorf và chiếc khinh khí cầu Zeppelin của hắn nhưng cũng như lần trước hắn lại trốn thoát thành công. Trong lúc đó, Anna gặp lại Karl sống sót sau vụ tai nạn và hiện đang là tù nhân chiến tranh. Anna đi cùng với Karl đến nhà tù để chắc chắn rằng anh ta đã phục hồi vết thương của mình.
Emile và Freddie tiếp tục cuộc hành trình để trả thù Von Dorf và giải cứu cha của Anna. Họ đã tấn công pháo đài Douaumont tại Verdun, nơi Von Dorf đang ẩn náu và chiếm được cỗ máy chiến tranh mới nhất của mình, một chiếc xe tăng bọc thép lớn. Mặc dù họ giải cứu được cha của Anna, nhưng Von Dorf lại trốn thoát. Freddie đuổi theo Von Dorf trong trận Somme, đánh bại hắn. Bất chấp mong muốn trả thù của mình, Freddie nhận ra rằng anh không kiếm được gì từ việc giết chết Von Dorf và tha cho hắn. Sau quá nhiều sai lầm, và quá nhiều trận thua đau đớn, Von Dorf bị giáng chức và không bao giờ lui tới chiến trường nữa. Đối với hắn, việc này còn nhục nhã hơn cái chết.
Trong khi đó, tại một nhà tù chiến tranh của Pháp, Karl đã nhận ra rằng tình hình ở đây ngày càng một tồi tệ. Theo như lá thư cuối cùng của vợ anh, con trai anh đang bị lâm bệnh nặng. Quyết tâm đoàn tụ với gia đình, Karl quyết định anh phải trốn thoát khỏi trại, nhưng Emile lại nghĩ anh đã bị giết khi đang cố gắng trốn thoát, ông đau buồn vô cùng và lâm bệnh. Karl gặp lại Anna, họ vui mừng chưa được bao lâu thì bị quân Đức đang chiếm đóng Saint Mihiel bắt giữ. Cả 2 bị giải đến cấp chỉ huy để chờ thẩm vấn. Karl được cử đi chiến đấu cho quân Đức trong khi Anna lại được gửi đến bệnh xá để chăm sóc những người lính. Sau khi bị quân Pháp tấn công Saint Mihiel, Karl tận dụng cơ hội trốn thoát. Thật không may, anh phát hiện ra trang trại của mình đã bị bao phủ bởi khí độc clo. Anh cứu mạng Marie và Victor bằng cách đeo vào mặt cả 2 mặt nạ phòng độc, nhưng anh lại không có cái mặt nạ nào chi mình dẫn đến không chịu nổi khí clo rồi ngất xỉu. Anna sau đó đến và cứu mạng sống của Karl. Khi anh hồi phục, Karl cuối cùng đã đoàn tụ với vợ và con trai sau ba năm chiến tranh và lưu vong.
Trở lại tiền tuyến, dù đang mang bệnh nhưng Emile lại bị ép tham gia trận Nivelle đẫm máu. Khi viên sĩ quan chỉ huy liên tục bắt trung đoàn của mình xông lên phía trước bất chấp hỏa lực quá dữ dội của quân Đức, Emile đã chịu hết nổi tên sĩ quan liều mạng, và rồi ông liền cho hắn một phát xẻng chí mạng, vô tình trúng chỗ hiểm khiến tên sĩ quan chỉ huy chết gục ngay tại chỗ. Emile sau đó bị bắt giam vì tội giết sĩ quan chỉ huy cùng với những binh lính tham gia nổi loạn khác và họ đang chờ ngày bị tử hình. Tuy nghĩ rằng mình không cứu được Karl nhưng ông biết sự hy sinh của mình không hề uổng phí. Ông đã chiến đấu cho đất nước và sự tự do của bản thân. Niềm tin của ông đã được chứng giám, ông hi vọng có thể gặp lại những người thân ở trên thiên đường (xui thay Emile không biết rằng người thân của ông còn sống). Câu chuyện kết thúc vào năm 1917, khi Hoa Kỳ chính thức bước vào cuộc chiến và gửi quân đội đến châu Âu, để chiến đấu trên Mặt trận phía Tây.

## Đánh giá
Valiant Hearts: The Great War nhận được những đánh giá tích cực. Các trang web GameRankings và Metacritic cho phiên bản PlayStation 4 81.41% dựa trên 29 đánh giá và 77/100 dựa trên 48 đánh giá, phiên bản Xbox One là 80.15% với 13 reviews và 81/100 dựa trên 15 đánh giá, phiên bản Microsoft Windows là 79.17% dựa trên 18 đánh giá và 79/100 dựa trên 26 reviews và phiên bản PlayStation 3 là 76.67% dựa trên 3 reviews và 77/100 dựa trên 4 đánh giá.
Trò chơi đượ trao giải Cốt truyện hay nhất và giải Games for Change trong The Game Awards vào năm 2014 và giải Trò chơi hoạt hình video hay nhất trong 42nd Annie Awards. Vào năm 2014,Trò chơi được đề cử trong giải National Academy of Video Game Trade Reviewers (NAVGTR) ở hạng mục Original Dramatic Score (New IP), Game (Original Role Playing), Costume Design, Art Direction (Period Influence) và Animation, Artistic categories.